# Браховиці
Браховиці (пол. Brachowice) — село в Польщі, у гміні Зґеж Зґерського повіту Лодзинського воєводства.
Населення — 131 особа (2011).

## Демографія
Демографічна структура станом на 31 березня 2011 року:
|          | Загалом | Допрацездатний вік | Працездатний вік | Постпрацездатний вік |
| -------- | ------- | ------------------ | ---------------- | -------------------- |
| Чоловіки | 66      | 23                 | 35               | 8                    |
| Жінки    | 65      | 17                 | 35               | 13                   |
| Разом    | 131     | 40                 | 70               | 21                   |